# L'albergo delle donne tristi
L'albergo delle donne tristi (1997) è un romanzo di Marcela Serrano.

## Trama
Nel sud del Cile nel remoto Arcipelago di Chiloé una casa-albergo ospita donne in difficoltà, ma con la voglia di riconquistare la loro vita. La casa è gestita da Elena, energica ed ottimista; per tre mesi tra donne di tutte le estrazioni sociali ci sarà anche Floreana, una studiosa di popoli in via di estinzione che ricostruisce la sua vita tormentata.

## Edizioni
- Marcela Serrano, L'albergo delle donne tristi, Universale Economica, Feltrinelli, 2001,  p. 280, ISBN 978-88-07-81651-2.